# Бароне (Палермо)
Бароне је насеље у Италији у округу Палермо, региону Сицилија.
Према процени из 2011. у насељу је живело 296 становника. Насеље се налази на надморској висини од 463 м.